# Reprezentacja Gwinei Równikowej w piłce nożnej kobiet
Reprezentacja Gwinei Równikowej w piłce nożnej kobiet – oficjalna drużyna reprezentująca Gwineę Równikową w rozgrywkach piłki nożnej kobiet. Największym sukcesem drużyny są dwa mistrzostwa Afryki zdobyte w 2008 i 2012 roku, a także wicemistrzostwo w roku 2010. Zespół raz, w 2011 roku wystąpił na Mistrzostwach Świata, gdzie po trzech porażkach (0:1 z Norwegią, 2:3 z Australią i 0:3 z Brazylią zajął ostatnie miejsce w swojej grupie.

## Udział w imprezach międzynarodowych

### Mistrzostwa świata[2]
- 1991 (nie brała udziału)
- 1995 (nie brała udziału)
- 1999 (nie brała udziału)
- 2003 (nie zakwalifikowała się)
- 2007 (nie zakwalifikowała się)
- 2011 (faza grupowa)
- 2015 (nie zakwalifikowała się)
- 2019 (nie zakwalifikowała się)

### Mistrzostwa Afryki[3]
- 1991 (nie brała udziału)
- 1995 (nie brała udziału)
- 1998 (nie brała udziału)
- 2000 (nie zakwalifikowała się)
- 2002 (nie zakwalifikowała się)
- 2004 (nie zakwalifikowała się)
- 2006 (faza grupowa)
- 2008 (mistrzostwo)
- 2010 (2. miejsce)
- 2012 (mistrzostwo)

### Igrzyska olimpijskie[4]
- 1996 (nie brała udziału)
- 2000 (nie brała udziału)
- 2004 (nie zakwalifikowała się)
- 2008 (nie zakwalifikowała się)
- 2012 (nie zakwalifikowała się[5])